# Huston Street
Huston Lowell Street (né le 2 août 1983 à Austin, Texas, États-Unis) est un lanceur de relève droitier des Ligues majeures de baseball.
Il est élu recrue de l'année en Ligue américaine en 2005 à sa première saison chez les Athletics d'Oakland. Il compte deux sélections au match des étoiles, en 2012 et 2014 avec les Padres de San Diego.

## Carrière

### Athletics d'Oakland

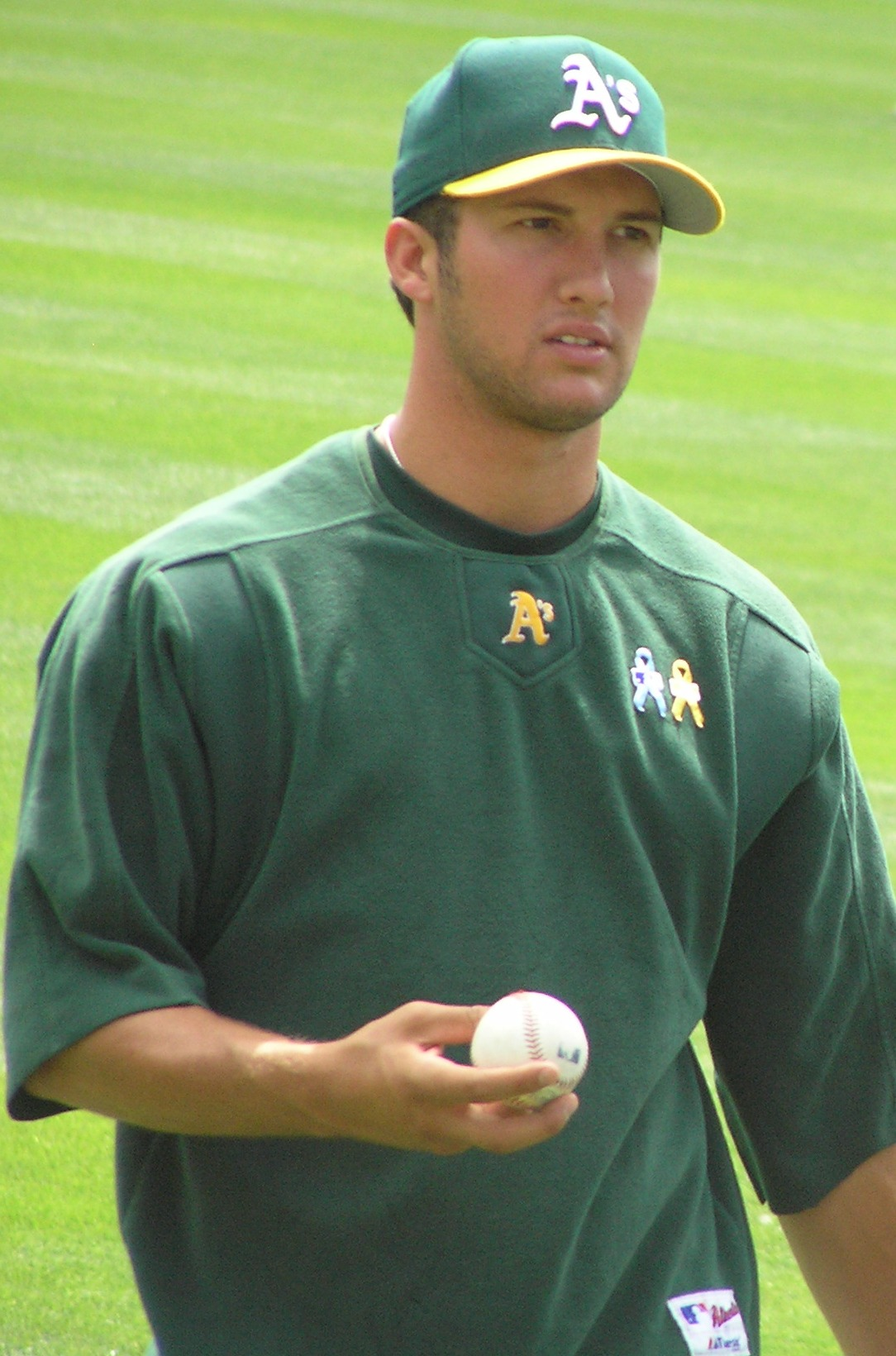
Huston Street en 2007 avec les A's d'Oakland.

Huston Street est un choix de première ronde (40e athlète choisi au total) des Athletics d'Oakland au repêchage amateur du baseball en 2004. À sa première saison, en 2005, il présente une impressionnante moyenne de points mérités de 1,72 en 67 sorties en relève. Il remporte cinq matchs en six décisions et protège 23 victoires. Il est élu recrue de l'année dans la Ligue américaine.
En 2006, il atteint un sommet personnel de 37 sauvetages.
Il complète quatre saisons pour les A's avec une fiche de 21-12 et une moyenne de 2,88 en 247 présences au monticule, toutes en relève, et 269 manches lancées.

### Rockies du Colorado
En novembre 2008, Huston Street est échangé aux Rockies du Colorado en compagnie du joueur de champ extérieur Carlos González et du lanceur Greg Smith, une transaction qui permettait à Oakland d'acquérir le voltigeur Matt Holliday.
Il protège 35 victoires comme stoppeur des Rockies en 2009 et aide l'équipe à atteindre les séries éliminatoires. Il protège la victoire des Rockies dans le deuxième match de leur Série de divisions face aux Phillies de Philadelphie. Dans le troisième affrontement, il se présente au monticule avec une égalité de 5-5 mais accorde deux coups sûrs puis un ballon-sacrifice à Ryan Howard qui permet aux Phillies de gagner 6-5. Street est crédité de la défaite. Le lendemain, les Rockies mènent 4-2 en début de neuvième manche mais Street accorde trois points pour permettre aux Phillies de remporter le match et d'éliminer Colorado. Street subit sa deuxième défaite de la série.
Huston Street enchaîne des saisons de 20 et 29 sauvetages pour Colorado en 2010 et 2011, mais sa moyenne de points mérités grimpe à 3,61 et 3,86 respectivement.

### Padres de San Diego

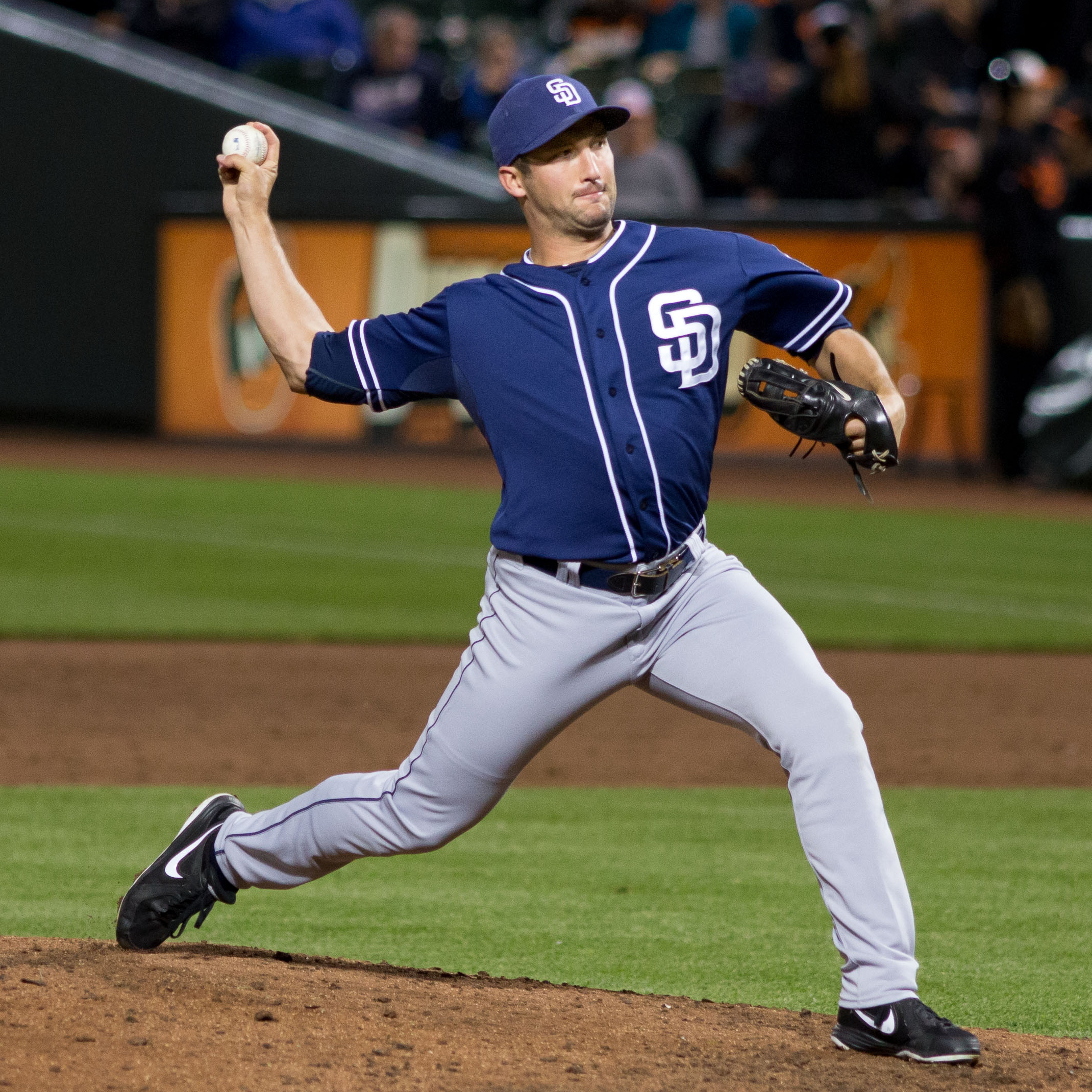
Huston Street en 2013 avec San Diego.

Le 7 décembre 2011, les Rockies du Colorado échangent Huston Street aux Padres de San Diego en retour du lanceur gaucher des ligues mineures Nick Schmidt,. Street lance 39 manches en 40 sorties pour les Padres en 2012 et conserve une brillante moyenne de points mérités de 1,85. C'est sa meilleure depuis sa première saison dans les majeures. Il enregistre 23 sauvetages et 47 retraits au bâton. À la mi-saison, il est le seul joueur des Padres invité à la partie d'étoiles 2012.
En 2014, Street réalise un sauvetage à chacune de ses 23 premières opportunités, la meilleure séquence en cours dans les majeures, lorsqu'il sabote une avance le 5 juillet contre les Giants de San Francisco. Il est invité au match des étoiles 2014, sa 2e sélection depuis qu'il a joint les Padres.

### Angels de Los Angeles
Le 19 juillet 2014, les Padres de San Diego échangent aux Angels de Los Angeles Huston Street et le lanceur droitier Trevor Gott, en retour de quatre joueurs des ligues mineures : l'arrêt-court José Rondón, le joueur de deuxième but Taylor Lindsey et les lanceurs droitiers R. J. Alvarez et Elliot Morris. Après l'échange, Street est généralement le stoppeur des Angels mais partage tout de même les tâches avec son coéquipier Joe Smith dans le dernier droit de la saison régulière. Street enregistre 17 sauvetages, portant son total à 41 pour la saison, le 7e plus haut total des majeures. Il maintient une moyenne de points mérités de 1,71 en 26 manches un tiers lancées pour les Angels, et termine l'année avec une moyenne de 1,37 en 59 manches et un tiers au total pour les deux clubs. Il effectue deux sorties dans la Série de division 2014, où les Angels encaissent 3 revers en autant de matchs contre Kansas City, mais il blanchit l'adversaire en 3 manches lancées au total.